# Silkstone Common
Silkstone Common es una localidad situada en el municipio metropolitano de Barnsley, en Yorkshire del Sur, Inglaterra (Reino Unido). Forma parte de la parroquia civil de Silkstone.
Está ubicada al sur de la región Yorkshire y Humber, cerca de la frontera con la región Midlands del Este, de la orilla del río Don y de la ciudad de Sheffield —la capital del condado—.